# Муслиманско освајање Хузестана
Муслиманско освајање Хузестана одвијало се од 637/8. до 642. године, а завршило се заузимањем богате провинције Хузестан од стране Рашидунског калифата.

## Историја

### Рани муслимански упади и пад Хормизд-Ардашира
Арапи су почели да нападају Кузестан 637/8 - отприлике у исто време када је Хормузан, племић високог статуса, стигао у Хормизд-Ардашир након што је претрпео неколико пораза пред Арапима у Асуристану. Хормузан је град користио као базу да би извршио упаде у Мешану против Арапа. Млади сасанидски краљ Јездигерд III (в. 632-651) подржао га је у тим нападима и веровао је да је могуће повратити територије које су Арапи заузели. Након неког времена, Хормузан се сукобио са арапском војском западно од Хормизд-Ардашира, али је лако поражен и повукао се назад у град, где је затражио мир. Арапи су се сложили у замену за данак, што је Хормузан прихватио. Међутим, убрзо је престао да плаћа данак и подигао је војску Курда (термин који је тада коришћен за опис иранских номада). Омар, који је био калиф Рашидунског калифата, одговорио је слањем војске под Хуркус ибн Зухаир ел Садијем, који је 638. године победио Хормузана у Хормизд-Ардаширу и приморао град да плати џизју. У међувремену, Хормузан је побегао у Рам-Хормизд .. Потом је још једном затражио мировни споразум и добио је један у замену за данак.
Међутим, поново је престао да плаћа данак и наставио свој отпор, али је опет поражен у бици. У међувремену, градови Хузестана полако су освајани један за другим. Нешто касније 641. године, након пораза код Рам-Хормизда, Хормузан је побегао у Шуштар и поражен је у близини града, што га је коштало живота 900 његових људи, док је 600 било заробљено, а касније ће бити погубљени. Ипак, успео је да стигне до града.  Арапи су тада опсели град.

### Опсада Шуштра
Срећом за Хормузана, Шуштар је био добро утврђен захваљујући рекама и каналима који су га окруживали на готово свим странама. Један од њих био је познат као Ардашираган, назван по првом сасанидском краљу Ардаширу I (в. 224-240). Још један назив познат као Шамирам, створен је по легендарној асирској краљици Семирамиди. Последњи споменути био је познат под именом Дарајаган, назван по ахеменидском краљу Дарију I (в. 550–486 п.н.е). Постоји неколико верзија како је град заузет; према Ел Табарију, током опсаде, ирански бранилац по имену Сина (или Синах) отишао је код Ел Нумана и молио га да му поштеди живот како би му он заузврат помогао тако што би му показао пут у град. Ел Нуман се сложио, а Сина му је рекао следеће; "нападните кроз излаз воде и тада ћете освојити град."
Ел Нуман је то учинио онако како му је било речено и са малим делом своје војске упутио се у Шуштар. Хормузан се затим повукао до цитаделе и наставио отпор, али је на крају  био приморан да се преда. Према другој верзији написаној у Хузестанској хроници, сличној верзији Ел Табарија, бранилац из Катара, заједно с другом особом, тражио је од Арапа неке пљачке у замену за улазак у град. Арапи су се сложили и након неког времена успели су да уђу у град. Према Ел Баладурију, током опсаде Арапи су били ојачани групом професионалних иранских елитних војника под Сијах ел Усваријем, познатим као Асавира.
Разлог њиховог пораза био је у очувању њиховог статуса и богатства. Међутим, према Хузестанској хроници, Асавири су прво прешли Арапима након што су ушли у Шуштар. За брата Хормузана, Шахријара, прича се да је био део Асавира. Према Поуршариатију,постоји прича о томе да су Асавири помогли Арапима у њиховом освајању Хузестана, али је она можда била лажна. Хормузана су, након његове предаје, Арапи одвели и довели у њихов главни град Медину.

### Заузимање Гондишапура
Према већини извора, Гондишапур је био последњи велики град у Хузестану који су Арапи освојили. Према Ел Табарију и Ел Баладурију, Абу Муса Ашаари је кренуо ка Гундишапуру и 642. године опколио град. Град није пружио велики отпор, због слабог механизма одбране; тек након неколико дана град се предао и отворио капију. Абу Муса је тада склопио мир са градом у замену за данак, што је град прихватио. Међутим, неки становници града одбили су да живе под влашћу Рашидунског калифата и побегли су у Калбанију. Абу Муса је тада отишао у град и лако га заузео. Након тога заузео је још неколико малих градова, чиме је завршио освајање Хузестана.

## Последице
Након освајања Хузестана, становници покрајине нису пружали велики отпор као што су то чиниле друге сасанидске провинције. Највећа побуна која се догодила у провинцији била је побуна Пируза 643/4. године, која је угушена исте године у Бајруду. То се догодило због мешовитог становништва провинције, где су "људи навикли на различите културе и различите религије" (Џалалипоур).